# Florentin Bonnet
Florentin Bonnet, né le 7 juin 1894 à Audes (Allier) et mort le 6 août 1929 à Hourtin (Gironde), était un aviateur français. Il fut pilote de chasse pendant la Première Guerre mondiale, et dans l'entre-deux-guerres pilote de raids et de records, et pilote d'essai.

## Distinctions
- Chevalier de la Légion d'honneur (1925)
- Croix de guerre 1914-1918